# Montagne Grande Coulée
La montagne Grande Coulée est une montagne située à Saint-Paul-de-Montminy dans la MRC de Montmagny, dans la région administrative Chaudière-Appalaches. Elle a abrité la station de ski Grande Coulée, centre de ski alpin qui fut fermé en 1999, et fait maintenant partie du parc régional des Appalaches. Elle culmine à 853 mètres d'altitude.